# Order Narodowy Lwa
Order Narodowy Lwa (fr. Ordre national du Lion) – najwyższe odznaczenie państwowe Republiki Senegalu ustanowione w 1960, nadawane za wybitne zasługi cywilne lub wojskowe.

## Historia i zasady nadawania
Order został ustanowiony 22 października 1960 – cztery miesiące po ogłoszeniu niepodległości Senegalu – w celu nagradzania obywateli kraju oraz cudzoziemców za wybitne zasługi cywilne lub wojskowe. Był modyfikowany w 1962 i 1964.
Nadającym odznaczenie jest urzędujący prezydent państwa, będący ex officio (z urzędu) Wielkim Mistrzem Orderu. Wnioski o przyznanie orderu rozpatruje Wielka Kapituła (Grande Chancellerie de l’Ordre national du Lion), której przewodniczy Wielki Kanclerz Orderu (Grand Chancelier de l’Ordre national du Lion).

## Klasy orderu
Ordre national du Lion dzieli się na pięć klas:
- Krzyż Wielki (Grand-croix)
- Wielki Oficer (Grand officier)
- Komandor (Commandeur)
- Oficer (Officier)
- Kawaler (Chevalier)

## Insygnia
Odznakę orderu stopnia kawalerskiego stanowi gwiazda o pięciu emaliowanych na biało ramionach w srebrnym obramowaniu i zakończonych srebrnymi kulkami. Ramiona gwiazdy są połączone pięcioma wiązkami srebrnych promieni. Na środku awersu gwiazdy umieszczony jest okrągły, srebrny medalion z wizerunkiem lwa. Wizerunek ów jest otoczony emaliowanym na czerwono pierścieniem, na którym widnieje inskrypcja: „République du Sénégal • Un Peuple • Un But • Une Foi” (pol. „Jeden naród • Jeden cel • Jedna wiara”), złożona wersalikami. Na środku rewersu odznaki znajduje się flaga Senegalu otoczona srebrnym wieńcem laurowym. Odznaka jest zawieszona na dwóch, skrzyżowanych, srebrnych gałązkach laurowych. Metalowe elementy odznaki orderu stopnia oficerskiego i wyższych są pozłacane.
Wielka Gwiazda orderu – przynależna do dwóch najwyższych stopni odznaczenia – jest okrągła (śr. 80 mm), o trzydziestu – połączonych ze sobą – srebrnych promieniach, na które nałożona jest centralnie pięcioramienna gwiazda o takim samym wzorze i zdobieniu jak występująca w odznace stopnia komandorskiego.
Wstążki orderu są koloru zielonego. Wstążka stopnia oficerskiego odznaczenia jest uzupełniona rozetką.
| Baretki Orderu Narodowego Lwa | Baretki Orderu Narodowego Lwa | Baretki Orderu Narodowego Lwa | Baretki Orderu Narodowego Lwa | Baretki Orderu Narodowego Lwa |
| ----------------------------- | ----------------------------- | ----------------------------- | ----------------------------- | ----------------------------- |
| Krzyż Wielki                  | Wielki Oficer                 | Komandor                      | Oficer                        | Kawaler                       |